# Botryotinia fuckeliana
Espèce
Botryotinia fuckeliana est une espèce de champignons ascomycètes phytopathogènes. Ce champignon, qui est l'agent de la pourriture grise affectant de nombreuses espèces de plantes, est mieux connu sous sa forme anamorphe, Botrytis cinerea (voir le traitement complet sous cette entrée).

## Liste des sous-taxons
Selon NCBI (20 sept. 2011) :
- Botryotinia fuckeliana B05.10
- Botryotinia fuckeliana isolate T4

## Synonymes
- Botrytis fuckeliana N.F. Buchw., (1949),
- Botrytis gemella (Bonord.) Sacc., (1881),
- Botrytis grisea (Schwein.) Fr., (1832),
- Botrytis vulgaris (Pers.) Fr., (1832),
- Haplaria grisea Link, (1809),
- fuckeliana de Bary,
- Phymatotrichum gemellum Bonord., (1851),
- Polyactis vulgaris Pers., (1809),
- Sclerotinia fuckeliana (de Bary) Fuckel, (1870).